# サロス周期
サロス周期（サロスしゅうき、Saros）は、太陽と地球と月の位置関係が相対的にほぼ同じような配置になる周期で、1サロス周期は厳密に223平均朔望月＝6585.3212太陽日（定義値）である（約18年と10日あるいは11日と8時間。1日の曖昧さがあるのは、その期間中に閏年が5回入るか4回入るかの違いのため）。この周期は242交点月=6585.3575太陽日と概略一致する。
単にサロスと呼ぶこともある。1サロスごとに、ある日食または月食から1サロス後にはほぼ同じ条件の日食または月食が起こることから、天文学発達以前は、暦学ないし経験則的にこの性質によって、人類は日食や月食が起こる日を予測してきた。

## 語源
サロス周期は遅くとも紀元前600年ごろまでにはバビロニアの人々によって知られていた。また、新アッシリア王国に於いてすでに知られていた可能性がある　。
後にヒッパルコスやプリニウス、クラウディオス・プトレマイオスにも知られるようになったがサロスという名前では呼ばれていなかった。サロスという語は、バビロニア時代において3,600年という別の周期の呼び名として使われていたものだった。サロスを食の周期の名前として最初に使ったのはエドモンド・ハレーで、1691年のことであった。ハレーは11世紀のビザンツ帝国の『スーダ辞典』からこの語を採った。ハレーのこの誤りは1756年にフランスの天文学者ギヨーム・ル・ジャンティによって指摘されたが、サロスという用語はそのまま使われ続けている。

## 原理
天文学的には、サロス周期は、1平均朔望月の倍数時間と1交点月の倍数時間が概略一致する最小時間(最小公倍時間)である
交点月(ドラコニック・マンス)は月が黄道に対する白道の昇交点(龍頭；ドラゴンヘッド)を始点として、次にその点に回帰するまでの期間である。白道は黄道に対して5度8分7秒傾いており、摂動によって黄道に対する白道の昇交点は、月の公転方向とは逆方向に周期18.6年で回転する。このため、1交点月は27.21222082太陽日と1恒星月(27.32166155太陽日)より約2時間37分35.68秒短くなる。従って当然、1交点月は1平均朔望月(29.5305886太陽日)より短くなる。
日食が発生するのは朔(新月)で、月が黄道と白道の交点(昇交点または降交点)付近にある場合に限られる。従って、ある日食から1サロス周期後には、月はほぼ朔で、さらに月は黄道と白道のほぼ交点付近にあることになり、日食が発生する確率は高くなる。
1サロス周期および関連する周期は以下のとおりである。
- 223平均朔望月=6585.3212太陽日 (1サロス周期の定義値)
- 242交点月=6585.3575太陽日
- 239近点月=6585.5375太陽日
- 19食年=6585.782太陽日

1サロス周期は239近点月＝6585.5375太陽日ともかなり近いが、これは月と地球の距離が1サロス周期後もほぼ同じになることを意味しており、ある日食が皆既食(金環食)であれば、1サロス周期後の日食も皆既食(金環食)となる可能性が高くなる。
ただし、1サロス周期＝223平均朔望月と242交点月は厳密には一致しておらず、前者より後者の方が52分16.32秒長い。ある日食からサロス周期を重ねるごとにこの不一致が累積して行き、やがてサロス周期の倍数の時間後でも月は交点付近から外れる可能性が大きくなって行く。
さらに、1サロス周期は18年11日8時間（閏年の配置によっては18年10日8時間）であり、ある日食から1サロス周期後の時点では、季節が10日程度進んでいることになる。地球の軌道は楕円軌道であるので、実際の朔望月もおよそ29.27日から29.83日の幅で変動する(例えば地球は毎年1月4日頃に近日点を通過するが、この時期の天球上の太陽の動きは最も早く朔望月は最も長くなる)。このため、ある朔からサロス周期の倍数の時間後が必ずしも朔とはならない可能性が有る。
月食が発生するのは望(満月)で、月が黄道と白道の交点(昇交点または降交点)付近にある場合に限られる。したがって、日食についてのサロス周期の説明は、月食についても当てはまる。
アンティキティラ島の機械には、日食、月食の発生を予測するための、223朔望月周期の文字盤が付いていた。

## 周期と系列
1サロス周期は223朔望月なので、ある朔（または望）を1番目とすると、そこから数えて223番目までの朔（望）はみな異なる周期に属する。224番目の朔（望）は、1番目と同じ周期に入る。同時進行している223の周期のうち太陽、地球、月がうまく重なって日食や月食となるものは一部の系列しかない。その一部も毎回少しずつ場所がずれていき、やがて食を起こさなくなる。その一方で、今まで食を作らなかった周期が新たな系列となって食を起こすようになる。すなわち、日食の場合で見れば、あるサロスに属する日食は最初に北極（南極）地方で月の影がごくわずかに地球に接する軽い部分食として始まる。しだいに月の影は地球に近づき、北極（南極）地方で中心食が見られるようになり、その後中心食帯は徐々に南下（北上）し、赤道を越えて南極（北極）地方に移動、最後に部分食となって終わる。そのような状態が繰り返し起こって進行するので、日食や月食の発生が途絶えることはない。日食のサロスの系列は、一つにつき食が69〜86回（1,226〜1,532年間）起こるまで持続する。平均すると77回（1,370年間）である。サロス系列の始まりと終わりは部分日食で、系列の中ほどに約48回の皆既食または金環食を含む。
歴史時代に日食を起こしたサロス系列には、ゲオルグ・ファン・デン・ベルグ (George van den Bergh) によって番号が付けられている。2011年7月1日より前には、117から155までの番号を付けられた39本の系列が進行していた。2011年7月1日に156番の系列が南極近海の部分食として発生し、現在は40本の系列が進行している。2054年8月3日の同じく南極近海での部分食を最後に117番が消滅するまでは40本の系列が進行する。
月食の場合、現在は110〜149番の40本の系列が進行しているが2013年5月25日に150番の系列が発生して41本となり2027年7月18日には110番が消滅して再び40本となる。月食のサロス系列は食が71〜87回起こるまで（1,262〜1,551年間）持続する。平均すると日食の系列よりは短く、72回（1,280年間）である。このうち40〜58回が皆既食となる。

## 実例

皆既日食は、連続したサロス周期番号が付く。（1サロス、2サロス・・・と続く）そして、サロス周期によって求められる皆既日食は、地球の南端から始まり、その範囲はサロス周期を重ねる毎に北側へと移る。

1999年8月11日にヨーロッパを中心とする皆既日食が観測されたが、これとほぼ同じ条件（皆既時間が比較的短い等）の日食が1サロスを経た2017年8月21日に北アメリカにて観測された。さらに次のサロスでは2035年9月2日に、やはり似た状況で日本の本州を横断する皆既日食が見られる。サロス周期には8時間（1/3日）という端数が含まれているため1サロス後の日食は地球の1/3自転分、すなわち120度西にずれた位置で起こる。よって上記のように、2017年の日食は北アメリカを中心とする地域で、2035年では日本で、というように食が起こる地域が移動する。また2009年7月22日の皆既日食は21世紀中に観測される日食のうち最も皆既継続時間が長いものであるが、2番目に長い日食もこの日食の1サロス後2027年8月2日の日食であり、3番目に長い日食もさらに1サロス後の2045年8月12日の日食である。
たとえば、21世紀中に観測される皆既日食のうち皆既継続時間が長いものは次のとおり。
|      | サロス 系列 | 中心位置到達日時 （UTC） | 最大皆既 継続時間 | 中心位置  | 中心位置   |
| 緯度 | サロス 系列 | 中心位置到達日時 （UTC） | 最大皆既 継続時間 | 経度      |            |
| ---- | ----------- | ------------------------ | ----------------- | --------- | ---------- |
| 1    | 136-37      | 2009年7月22日 2:36:25    | 6分39秒           | 北緯24.2° | 東経144.1° |
| 2    | 136-38      | 2027年8月2日 10:07:50    | 6分23秒           | 北緯25.5° | 東経33.2°  |
| 3    | 136-39      | 2045年8月12日 17:42:39   | 6分6秒            | 北緯25.9° | 西経78.5°  |
| 4    | 139-34      | 2096年5月22日 1:37:14    | 6分6秒            | 北緯27.3° | 東経153.4° |
| 5    | 136-40      | 2063年8月24日 1:22:11    | 5分49秒           | 北緯25.6° | 東経168.4° |
| 6    | 139-33      | 2078年5月11日 17:56:55   | 5分40秒           | 北緯28.1° | 西経93.7°  |
| 7    | 136-41      | 2081年9月3日 9:07:31     | 5分33秒           | 北緯24.6° | 東経53.6°  |
| 8    | 146-27      | 2010年7月11日 19:34:38   | 5分20秒           | 南緯19.7° | 西経121.9° |
| 9    | 136-42      | 2099年9月14日 16:57:53   | 5分18秒           | 北緯23.4° | 西経62.8°  |
| 10   | 139-32      | 2060年4月30日 10:10:00   | 5分15秒           | 北緯28.0° | 東経20.9°  |

表のうち、1、2，3はいずれも136番のサロス系列で、中心の位置は各々北緯24.2度 東経144.1度、北緯25.5度 東経33.2度、北緯25.9度 西経78.5度と1サロス毎にほぼ120度ずつ西にずれてゆく。

## エクセリグモス
サロス周期は古代の天文学者によって発見され、計算法が簡単だったために広く使われていた。唯一の問題は、1サロス後の食が約8時間遅れて起こることであった。よって、ある日食が見られた地域のほとんどの場所ではその1サロス後の日食は見ることが難しい（月食の場合には、月が地平線上に上ってさえいれば1サロス後の月食も見ることができる）。そこでより長い3サロス分の周期（およそ54年31日）をトリプルサロスあるいはギリシャ語で「exeligmos（エクセリグモス）」と呼び、この周期がよく用いられた。1エクセリグモス後にはほぼ同じ場所で食が見られることになる。

## イネックス周期
サロス周期よりも長期間の日食の予報に使えるものがイネックス周期である。これは、358朔望月（約10571.9548日）が30.5食年（約10571.91日）とほとんど一致することから、10571.9548日（約28年345.17日）ごとに日食が起こることを示す。
例えば、2009年7月22日の皆既日食を考えると、次回は2038年7月2日になる。ただし、その時は、皆既日食ではなく、金環日食になる。

### 特徴
イネックス周期には、以下のような特徴がある。
- 1イネックス周期と30.5食年との差が0.045日しかないので、2万3千年という長期間にわたり周期性を維持する
- 食年の間隔につく0.5の端数ゆえに、位置が昇交点と降交点で交互に入れ替わる。
- 近点月の周期と一致していないため、地球と月との距離が毎回変わる。